# Tratado de Libre Comercio Chile-Perú
El Tratado de Libre Comercio Perú - Chile es un acuerdo comercial firmado el 22 de agosto de 2006 en Lima, Perú, siendo el representante de Chile, su Ministro de Relaciones Exteriores, Alejandro Foxley. Este Acuerdo reemplaza el texto, anexos y protocolos del Acuerdo de Complementación Económica N.º 38 (registrado en ALADI como "AAP.CE Nº 38"), que había sido firmado el 22 de junio de 1998 y entrado en vigencia el 1 de julio de ese año.
El acuerdo es un gran avance en las relaciones entre ambos países, debilitadas durante los gobiernos de Alejandro Toledo en el Perú y Ricardo Lagos en Chile. En julio de 2006, los siguientes Presidentes Alan García y Michelle Bachelet, acordaron impulsar sus relaciones económicas con la firma de un acuerdo comercial. El Tratado entraría en vigencia cuando el Congreso Nacional de Chile lo ratifique.
En 2009, en el marco de las acusaciones de espionaje realizadas a Chile, en el Perú se cuestionó la constitucionalidad del tratado, por no haber sido analizado en el Congreso del Perú. El Canciller chileno, Mariano Fernández, declaró que una suspensión del tratado perjudicaría más al Perú que a Chile, "porque el Perú vende más en Chile que lo que Chile vende en el Perú", sin embargo se sabe que Chile tiene inversiones en el Perú de más de 7 mil millones de dólares, lo cual tampoco convendria para Chile.